# Shaun Taylor-Steels
Shaun "Winter" Taylor-Steels (rođen kao Shaun Steels, 22. kolovoza 1970., Yorkshire, Ujedinjeno Kraljevstvo) britanski je heavy metal bubnjar i basist. Škotskog je i norveškog podrijetla s majčine strane obitelji.

## Životopis
Steels je zamijenio Billa Lawa u sastavu My Dying Bride, a nekoć je bio član sastava Anathema gdje zamijenio je izvornog bubnjara Johna Douglasa. Kao i mnogi drugi metal glazbenici, ima pseudonim i uzeo je umjetničko ime Winter.
Kratko prije objavljena albuma A Line of Deathless Kings iz 2006., Steels je najavio svoj trajni odlazak iz My Dying Bride zbog zdravstvenih problema.
U službenoj izjavi sastava u vezi s njegovim odlaskom, Steels je rekao: »Želio bih samo zahvaliti MDB na dobroj suradnji i poželjeti im svako dobro u budućnosti. Smatram da trenutno nisam sposoban ispuniti dužnosti na način koji dolikuje MDB-u te sam odlučio povući se. Tužan sam što odlazim, ali trenutno mislim da je to za dobro sastava.«
Steels je također svirao bubnjeve s norveškim metal sastavom Vestige of Virtue uz Kjetila Ottersena i Frodea Forsmoma.
Steels se vratio u My Dying Bride kao studijski bubnjar za njihov album A Map of All Our Failures objavljen 2012. godine. U svibnju 2013. godine, Steels je također zamijenio Hayleya Morgana u black metal sastavu Severed Heaven iz Yorkshirea. 
Nakon dvije godine sa My Dying Bride napustio je sastav i pridružio se Darkheru. S njima je snimao album Realms i svirao uživo od 2015. do 2017. godine. Godine 2016. Steels je snimio sesiju uživo s Darkherom u studiju Maida Vale u Londonu za BBC Radio 1.
Godine 2017. ponovno se pridružio My Dying Brideu, ali je zatim ponovno napustio sastav 2018. U prosincu 2018. pogrešno je objavljeno da je Steels otpušten iz skupine. Naime, otišao je mjesecima prije nego što je to objavljeno jer je bio izrazito nezadovoljan situacijom u kojoj se našao. Steels također svira bubnjeve uz dugogodišnjeg prijatelja i kolegu glazbenika Hamisha Glencrossa u blackened doom metal sastavu Godthrymm.